# Missionsförsamling
Missionsförsamling är det namn som församlingar tillhöriga Svenska Missionskyrkan har. Det förekommer dock på sina håll att även dylika inom Svenska Alliansmissionen använder denna beteckning. Byggnaderna kallas då oftast "missionskyrkor".
Inom EFS och ELM-BV med flera inomkyrkliga organisationer används benämningen missionsförening. Byggnaderna kallas ofta "missionshus". Även om intresset för "yttre mission" är stort i dessa kretsar är det framför allt den inre missionen man syftar på.